# مطار البندقية ماركو بولو
مطار البندقية ماركو بولو (إياتا: VCE، إيكاو: LIPZ)، هو مطار دولي يقع في إيطاليا. وعلى بعد 13 كلم من مدينة البندقية. تعامل المطار مع 11,184,608 مسافرًا في عام 2018، مما يجعله رابع أكثر المطارات ازدحامًا في إيطاليا. تم تسمية المطار باسم ماركو بولو وهو مركز لفولوتيا ورايان إير وويز للطيران وإيزي جيت.

## شركات الطيران والوجهات

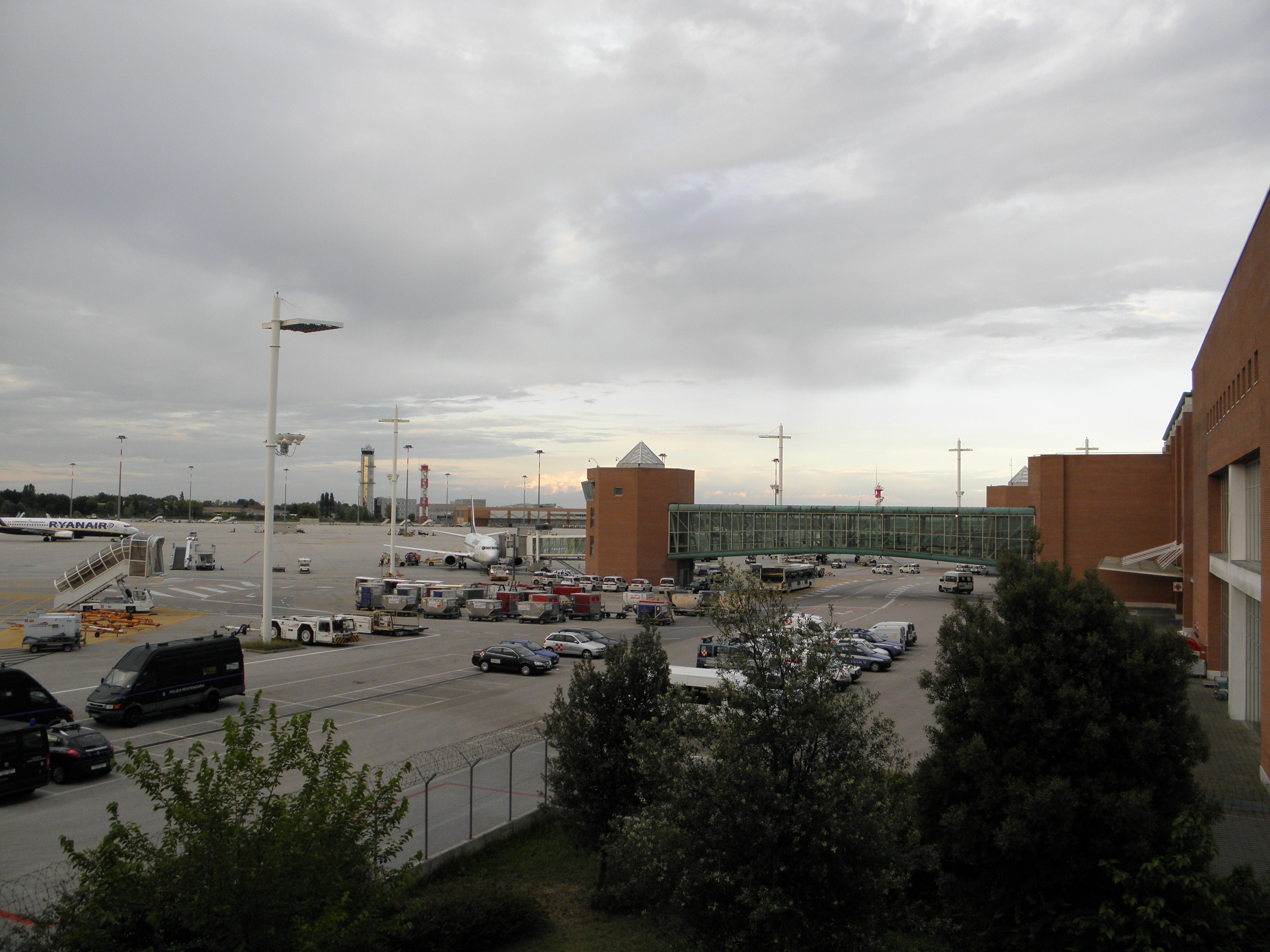
View of the apron

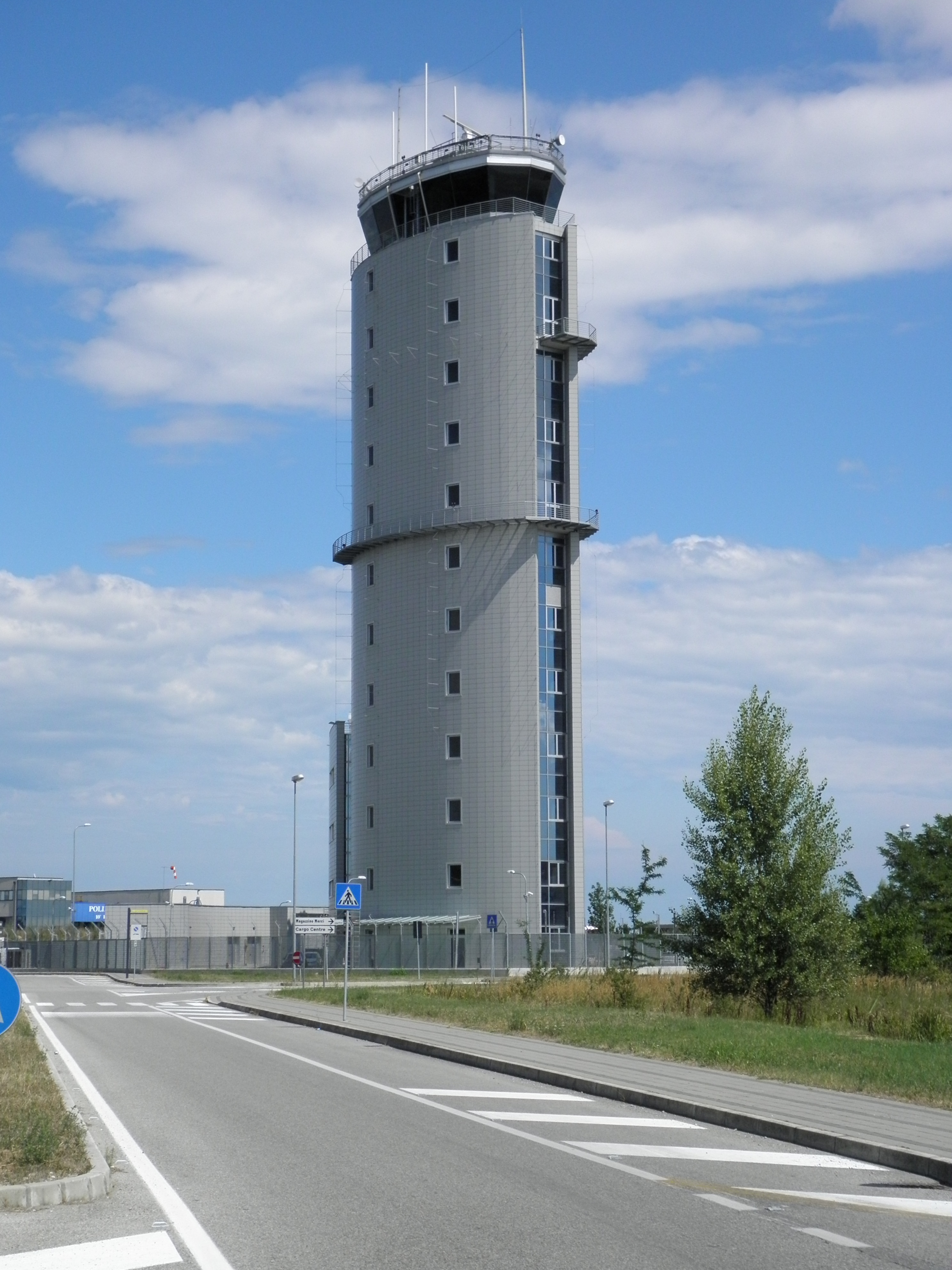
Air traffic control

تقوم شركات الطيران التالية بتسيير رحلات منتظمة وعارضة من وإلى البندقية:
| شركـات طيـران                   | الوجهات |
| ------------------------------- | --- |
| طيران إيجيان                    | مطار أثينا الدولي موسمي: Thessaloniki |
| أير لينغس                       | موسمي: مطار دبلن الدولي |
| العربية للطيران                 | مطار محمد الخامس الدولي |
| طيران كندا                      | موسمي: مطار مونتريال الدولي، مطار تورونتو بيرسون الدولي |
| Air Dolomiti                    | مطار ميونخ الدولي |
| الخطوط الجوية الفرنسية          | مطار باريس شارل ديغول |
| طيران صربيا                     | مطار نيكولا تسلا في بلغراد |
| طيران ترانسات                   | موسمي: مطار مونتريال الدولي، مطار تورونتو بيرسون الدولي |
| طيران البلطيق                   | موسمي: مطار ريغا الدولي |
| Albawings                       | مطار تيرانا الدولي |
| الخطوط الجوية الأمريكية         | موسمي: مطار فيلادلفيا الدولي |
| الخطوط الجوية النمساوية         | مطار فيينا الدولي |
| بينتر كنارياس                   | موسمي: مطار كناريا الكبرى |
| الخطوط الجوية البريطانية        | مطار لندن هيثرو موسمي: مطار غاتويك |
| خطوط بروكسل الجوية              | مطار بروكسل الدولي |
| الخطوط الجوية الكرواتية         | موسمي: مطار دوبروفنيك |
| خطوط دلتا الجوية                | مطار جون إف كينيدي الدولي موسمي: مطار هارتسفيلد جاكسون |
| إيزي جيت                        | مطار سخيبول أمستردام، مطار برلين براندنبرغ، مطار بريستول، مطار إدنبرة، مطار جنيف الدولي، مطار غاتويك، مطار لندن لوتن، مطار ليون سانت إكسوبيري، مطار مانشستر، مطار نيس كوت دازور، مطار باريس شارل ديغول، مطار باريس أورلي موسمي: مطار بازل - ميلوز - فريبورغ الأوروبي، مطار دوبروفنيك (تستأنف 1 يوليو 2023)، مطار الغردقة الدولي، مطار إيبيزا، Kos، مطار لارنكا الدولي، مطار ميكونوس، Olbia، Rhodes، مطار شرم الشيخ الدولي |
| إل عال                          | موسمي: مطار بن غوريون الدولي |
| طيران الإمارات                  | مطار دبي الدولي |
| يورو وينجز                      | مطار دوسلدورف الدولي موسمي: مطار كولونيا بون الدولي، مطار هامبورغ، مطار شتوتغارت الدولي |
| فين إير                         | موسمي: مطار هلسنكي فانتا |
| FlyOne                          | مطار كيشيناو الدولي (تبدأ في 19 يونيو 2023) |
| HiSky                           | مطار كيشيناو الدولي |
| أيبيريا (شركة طيران)            | مطار مدريد باراخاس الدولي |
| إيتا (شركة طيران)               | مطار ليوناردو دا فينشي |
| جيت تو دوت كوم                  | مطار برمينغهام، مطار مانشستر |
| الخطوط الجوية الملكية الهولندية | مطار سخيبول أمستردام |
| خطوط لوت الجوية البولندية       | مطار وارسو فريدريك شوبان |
| لوفتهانزا                       | مطار فرانكفورت |
| لوكس إير                        | مطار لوكسمبورغ |
| آير شاتل النرويجية              | موسمي: مطار كوبنهاغن، مطار هلسنكي فانتا، مطار أوسلو-غاردرموين، مطار ستوكهولم أرلاندا |
| خطوط بيغاسوس                    | مطار صبيحة كوكجن الدولي |
| بلاي (شركة طيران)               | موسمي: مطار كيفلافيك الدولي (تبدأ في 29 يونيو 2023) |
| الخطوط الجوية القطرية           | مطار حمد الدولي (تستأنف 29 أكتوبر 2023) |
| الخطوط الملكية المغربية         | مطار محمد الخامس الدولي |
| رايان إير                       | Alghero، مطار برشلونة الدولي، مطار باري كارل فويتيالا ‏، مطار برمينغهام، مطار بوردو ميرينياك، Bournemouth، Brindisi، مطار بريستول، مطار كاتانيا-فونتاناروسا، مطار كولونيا بون الدولي، مطار كوبنهاغن، مطار دبلن الدولي، مطار إدنبرة، Fuerteventura، مطار هلسنكي فانتا، Lanzarote، مطار لشبونة، مطار لندن ستانستد، مطار مدريد باراخاس الدولي، مطار مانشستر، مطار مارسيليا، مطار نابولي، مطار نورمبرغ، مطار باليرمو الدولي، مطار سانتاندير، مطار ستوكهولم أرلاندا، مطار فيينا الدولي (تتوقف في 28 أكتوبر 2023) موسمي: مطار برلين براندنبرغ، Lamezia Terme |
| الخطوط الجوية الإسكندنافية      | موسمي: مطار كوبنهاغن، مطار أوسلو-غاردرموين (تستأنف 1 يوليو 2023) |
| صن إكسبريس                      | موسمي: مطار عدنان مندريس |
| الخطوط الجوية الدولية السويسرية | مطار زيورخ الدولي |
| تاب برتغال                      | مطار لشبونة |
| ترانسافيا                       | موسمي: مطار نانت |
| توي للطيران                     | موسمي: مطار غاتويك، مطار مانشستر |
| الخطوط التونسية                 | مطار تونس قرطاج الدولي |
| الخطوط الجوية التركية           | مطار إسطنبول الدولي |
| الخطوط الجوية المتحدة           | موسمي: مطار نيوآرك ليبرتي الدولي |
| فولوتيا                         | مطار أثينا الدولي، مطار بلباو، مطار بوردو ميرينياك، مطار ليل، مطار ليون سانت إكسوبيري، مطار مارسيليا، مطار نانت، مطار نابولي، مطار نيس كوت دازور موسمي: Asturias، Cagliari، Karpathos، Kefalonia، مطار لامبيدوزا، مطار ميكونوس، Olbia، مطار بانتيليريا، مطار سانتوريني (ثيرا) الوطني، مطار سكياثوس الدولي، مطار زاكينثوس الدولي ‏ |
| خطوط فيولينغ الجوية             | مطار برشلونة الدولي |
| ويز للطيران                     | مطار الملكة علياء الدولي، مطار كاتانيا-فونتاناروسا، مطار كلوج نابوكا الدولي، مطار ياش الدولي، مطار الملك عبد العزيز الدولي، مطار غاتويك، مطار نابولي، مطار باليرمو الدولي، مطار فاكلاف هافيل الدولي، مطار الملك خالد الدولي، مطار بن غوريون الدولي، مطار تينيريفي الجنوبي، مطار وارسو فريدريك شوبان، مطار يريفان الدولي موسمي: مطار ميورقة، مطار سانتوريني (ثيرا) الوطني، مطار شرم الشيخ الدولي |

## وصلات خارجية
- الموقع الإلكتروني